# Dog River (Oberer See)
Der Dog River (englisch für „Hunde-Fluss“) (auch University River) ist ein Zufluss des Oberen Sees im Algoma District in Ontario (Kanada).
Das Quellgebiet des Dog River liegt am Hammer Lake. Er durchfließt im Oberlauf mehrere Seen, darunter Obatanga Lake und Knife Lake im Obatanga Provincial Park. Der Dog River fließt in überwiegend südlicher Richtung und mündet etwa 25 km westlich von Wawa in den Oberen See. Der Dog River hat eine Länge von 65 km. Er ist ein abgelegener Wildwasserfluss mit Stromschnellen der Schwierigkeitsgrade I–IV. Der Unterlauf des Dog River befindet sich im Nimoosh Provincial Park. Unweit der Mündung überwindet der Fluss die 40 m hohen Denison Falls.